# Корчівка (Шептицький район)
Корчі́вка —  село в Україні, у Шептицькому районі Львівської області. Населення становить 75 осіб.